# شاهرخ حسینی هاشمی
شاهرخ حسینی هاشمی پژوهشگر ایرانی و استاد تمام دانشکده مهندسی مکانیک دانشگاه علم و صنعت ایران است.
او از پژوهشگران برجسته در حوزه ارتعاشات و آکوستیک می‌باشد.